# La Vénus endormie (Delvaux)
Pour les articles homonymes, voir Vénus endormie.
La Vénus endormie (en anglais : Sleeping Venus) est une peinture réalisée à l'huile sur toile en 1944 par le peintre surréaliste belge Paul Delvaux. Elle représente une Vénus allongée sur un lit entourée de personnes angoissées sur une place bordée de bâtiments classiques. Elle a été peinte à Bruxelles alors que la ville était bombardée pendant la Seconde Guerre mondiale et Delvaux voulait opposer le drame psychologique du moment à la calme Vénus. La toile a pour dimensions 172,7 × 199,1 cm et est signée « P. DELVAUX / 11-44 ». Le tableau fait partie de la collection de la Tate à Londres depuis 1957.

## Sujet et composition
La Vénus endormie représente une place de ville flanquée de bâtiments classiques la nuit. À droite se trouve un bâtiment avec deux têtes de chevaux, basé sur les décorations de l'ancien Cirque Royal de Bruxelles, et à l'arrière se trouve un temple de style gréco romain. La place est peuplée de plusieurs femmes nues, les bras tendus comme en désespoir de cause ; au premier plan, une femme entre par la droite avec une expression bouleversée, et plusieurs femmes font un geste à genoux. À gauche à l'avant se trouvent un squelette debout et une femme posant en mannequin. Dominant l'image à l'avant se trouve une chaise longue de style Empire où une figure nue de Vénus est allongée, les yeux fermés et les mains derrière la tête.

## Analyse et réception
C'était le quatrième tableau intitulé La Vénus endormie réalisé par Paul Delvaux ; les précédents ont été faits en 1932, 1943 et plus tôt en 1944. Le sujet avait occupé Delvaux depuis une visite en 1929 ou 1930 au musée Spitzner, un cabinet de curiosités qui faisait partie de la Foire du Midi à Bruxelles. Il était fasciné par le contraste entre la foire, les monstruosités du musée et une sculpture en cire d'une Vénus endormie qui faisait partie de l'exposition du musée. Cette figure de cire est devenue le modèle de toutes ses peintures de Vénus,. Delvaux a réalisé la quatrième Vénus endormie à Bruxelles alors que la ville était bombardée pendant la Seconde Guerre mondiale. Il a dit qu'il voulait exprimer le « drame et l'angoisse » psychologiques du moment et le mettre en contraste avec « le calme de Vénus ».
L'historienne de l'art Virginie Devillers dit que toutes les peintures de Vénus de Delvaux dépeignent un état entre sommeil et éveil et partagent leur contraste entre calme et violence. Les peintures de 1944 se distinguent par leur implication d'autres personnages, et la seconde d'entre elles se distingue de la première par son décor extérieur et sa mise en scène plus dramatique, exprimant la tension d'un temps et d'un lieu particulier. L'historienne de la politique Jill Locke utilise la peinture comme une méditation sur la honte et la politique, et dit que ses images de Vénus calme et nue sans vergogne, les personnes en deuil bouleversées et les bâtiments politiques apparemment abandonnés peuvent être considérées comme une représentation ambivalente de « menace, stase, et possibilité ».

## Provenance
Carlo van den Bosch à Anvers a acheté La Vénus endormie de Delvaux en 1944. Elle a été achetée ensuite par le baron Urvater en 1957 pour être présentée à la Tate de Londres, où elle se trouve depuis lors. Le groupe de rock anglais Bauhaus a utilisé un détail comme pochette pour le single « Dark Entries » en 1980.